# Plagiohammus thoracicus
Plagiohammus thoracicus är en skalbaggsart som först beskrevs av White 1858.  Plagiohammus thoracicus ingår i släktet Plagiohammus och familjen långhorningar. Inga underarter finns listade i Catalogue of Life.